# 長岡京市立長岡第六小学校
長岡京市立長岡第六小学校（ながおかきょうしりつ ながおかだいろくしょうがっこう）は、京都府長岡京市長岡二丁目にある公立小学校。
長岡京市のほぼ中心部に位置し、周辺には長岡天満宮、長岡京市立図書館、阪急長岡天神駅などがある。人権教育に力を入れていることで知られている。市内では最も児童数が少ない小学校である。

## 沿革
- 1971年（昭和46年） - 「長岡町総合計画」の中で、設置が計画される。
- 1973年（昭和48年） - 長岡京市立神足小学校の児童増により分離独立して長岡第六小学校を設置。市制施行後、初の小学校設置であった。当初の児童数は475人。
- 1980年（昭和55年） - 児童数が796人となる（児童数のピーク）。

## 歴代校長
- 初代：小西英夫 （1973年 - 1980年）
- 第2代：富坂卓男 （1980年 - 1983年）
- 第3代：高城良雄 （1983年 - 1985年）
- 第4代：吉田實 （1985年 - 1993年）
- 第5代：川見忠明 （1993年 - 1994年）
- 第6代：西山美代子 （1994年 - 1997年）
- 第7代：村澤民子 （1997年 - 2001年）
- 第8代：吉野義照 （2001年 - 2005年）
- 第9代：田原好二 （2005年 - 2007年）
- 第10代：横田幸雄 （2007年 - 2010年）
- 第11代：岡弘子 （2010年  - 2013年）
- 第12代：小西康公 （2013年 - 2017年）
- 第13代：西村伸也 （2017年 - 2020年）
- 第14代：高橋芳江 （2020年 - 2022年）
- 第15代：寺尾裕美子 （2022年 - ）

## 主な進学先
- 長岡京市立長岡中学校

## 交通アクセス
- 阪急京都線 長岡天神駅から北西に徒歩約5分。

## 通学区域が隣接している学校
- 長岡京市立長法寺小学校
- 長岡京市立長岡第三小学校
- 長岡京市立長岡第七小学校
- 長岡京市立神足小学校
- 長岡京市立長岡第四小学校
- 長岡京市立長岡第五小学校